# Hiroe Misaki
Hiroe Misaki är en udde i Antarktis. Den ligger i Östantarktis. Norge gör anspråk på området.
Terrängen inåt land är huvudsakligen kuperad, men åt sydväst är den platt. Havet är nära Hiroe Misaki åt sydväst.  Trakten är obefolkad. Det finns inga samhällen i närheten. 